# Гленн (округ, Каліфорнія)
Шаблон:StateAbbr_ 39°35′ пн. ш. 122°23′ зх. д. / 39.59° пн. ш. 122.39° зх. д.
Гленн (англ. Glenn County) — округ (графство) у штаті Каліфорнія, США. Ідентифікатор округу 06021.

## Історія
Округ утворений 1891 року.

## Демографія
За даними перепису
2000 року
загальне населення округу становило 26453 осіб, зокрема міського населення було 14985, а сільського — 11468.
Серед мешканців округу чоловіків було 13373, а жінок — 13080. В окрузі було 9172 домогосподарства, 6733 родин, які мешкали в 9982 будинках.
Середній розмір родини становив 3,33.
Віковий розподіл населення поданий у таблиці:
| Стать    | До 15 років | 15-21 | 22-29 | 30-39 | 40-49 | 50-65 | 65-85 | Понад 85 |
| -------- | ----------- | ----- | ----- | ----- | ----- | ----- | ----- | -------- |
| Чоловіки | 3455        | 1543  | 1254  | 1862  | 1881  | 1872  | 1358  | 148      |
| Жінки    | 3217        | 1329  | 1191  | 1774  | 1772  | 1872  | 1639  | 286      |

## Суміжні округи
- Техама — північ
- Б'ютт — схід
- Колуса — південь
- Лейк — південний захід
- Мендосіно — захід

## Виноски
1. ↑  U.S. Decennial Census. United States Census Bureau. Архів оригіналу за 26 квітня 2015. Процитовано 26 вересня 2015.
2. ↑  Historical Census Browser. University of Virginia Library. Архів оригіналу за 11 серпня 2012. Процитовано 26 вересня 2015.
3. ↑  Forstall, Richard L., ред. (27 березня 1995). Population of Counties by Decennial Census: 1900 to 1990. United States Census Bureau. Архів оригіналу за 24 вересня 2015. Процитовано 26 вересня 2015.
4. ↑  Census 2000 PHC-T-4. Ranking Tables for Counties: 1990 and 2000 (PDF). United States Census Bureau. 2 квітня 2001. Архів оригіналу (PDF) за 18 грудня 2014. Процитовано 26 вересня 2015.
5. ↑  State & County QuickFacts. United States Census Bureau. Архів оригіналу за 24 січня 2016. Процитовано 3 квітня 2016.(англ.) Наведено за англійською вікіпедією.
6. ↑  American FactFinder. Бюро перепису населення США. Архів оригіналу за 21 травня 2008. Процитовано 31 січня 2008.

| США | Це незавершена стаття з географії США. Ви можете допомогти проєкту, виправивши або дописавши її. |